# The Best of Morbid Angel
The Best of Morbid Angel är ett samlingsalbum med det amerikanska death metal-bandet Morbid Angel som gavs ut den 30 september 2016 av skivbolaget Earache Records.

## Låtförteckning
1. "Dominate" – 2:42
2. "Maze of Torment" – 4:24
3. "Fall from Grace" – 5:14
4. "Pain Divine" – 3:57
5. "Enshrined by Grace" – 4:29
6. "Chapel of Ghouls" – 4:57
7. "Bil Ur-Sag" – 2:30
8. "Where the Slime Live" – 5:25
9. "Angel of Disease" – 6:15
10. "Opening of the Gates" – 5:17
11. "Abominations" – 4:28
12. "Immortal Rites" – 4:05

- Spår 2, 6 & 12 är från Altars of Madness (1989)
- Spår 3 & 11 är från Blessed are the Sick (1991)
- Spår 4 & 9 är från Covenant (1993)
- Spår 1 & 8 är från Domination (1995)
- Spår 7 är från Formulas Fatal to the Flesh (1998)
- Spår 10 är från Gateways to Annihilation (2000)
- Spår 5 är från Heretic (2003)

## Medverkande
Musiker (Morbid Angel-medlemmar)
- Trey Azagthoth – gitarr, gitarrsynth (spår 1–12)
- David Vincent – sång, basgitarr (spår 1–4, 6, 8, 9, 11, 12)
- Richard Brunelle – gitarr (spår 2, 3, 6, 11, 12)
- Pete Sandoval – trummor (spår 1–12)
- Erik Rutan – gitarr, keyboard (spår 1, 8, 10)
- Steve Tucker – basgitarr, sång (spår 5, 7, 10)